# ساندور باركس
 ساندور باركس (10 نوفمبر 1912 - 7 يناير 2010) كان صحفيًا مجريًا وسياسيًا ومديرًا تنفيذيًا رياضيًا ولاعب كرة قدم للهواة. 

## روابط خارجية
- ساندور باركس على موقع أوليمبيديا (الإنجليزية)